# نیوبرانزویک
استان نیوبرانزویک (به انگلیسی: New Brunswick) یکی از چهار استان آتلانتیک کانادا با جمعیتی در حدود ۷۶۰۰۰۰ نفر می‌باشد. مناطق بکر در این استان به وفور یافت می‌شود. ۸۵ درصد این استان پوشیده از جنگل است. همچنین چندین جزیره ساحلی در این استان موجود می‌باشد. سنت جان بزرگ‌ترین شهر (۱۳۰۰۰۰ نفر جمعیت) و فردریکتون مرکز این استان می‌باشند. شهر مونکتون دیگر مرکز مهم شهری این استان محسوب می‌گردد. این استان دو زبان رسمی دارد. ۳۵ درصد آن‌ها فرانسوی (که زبان اول محسوب می‌شود) صحبت می‌کنند و ۶۵ درصد مابقی انگلیسی زبان هستند.

## اشتغال و اقتصاد
این استان دارای منابع سرشار طبیعی بوده که بخش اصلی اقتصاد استان را تشکیل می‌دهد. با توجه به مساحت زیاد جنگل‌ها، محصولات چوبی از صادرات اصلی این استان می‌باشد. امروزه این استان دارای اقتصاد مدرن خدماتی از جمله خدمات مالی و بیمه‌ای می‌باشد. دولت کانادا در صدد آن است که با ترغیب این نوع خدمات با بیکاری ناشی از افت صنایع ماهیگیری و کشاورزی (دو صنعت مهم دیگر این استان) مبارزه کند.
بسیاری از شرکت‌ها تمایل دارند تا خدمات مشتریان و خدمات فنی خود را در نیوبرانزویک مستقر کنند زیرا در این استان به نیروی کار با دو زبان دسترسی دارند. فناوری اطلاعات از دیگر صنایع رو به رشد این استان می‌باشد.
تولید، دیگر بخش مهم اقتصاد استان بوده و در سالهای اخیر رشد چشم‌گیری داشته‌است. بیشتر صنایع سنگین در شهر Saint John استقرار دارد. تولید اصلی این استان، صنایع غذایی، نوشیدنی، کاغذ سازی، فلزکاری و تجهیزات حمل و نقل می‌باشد. با توجه به مناطق طبیعی زیبا در استان، توریسم دیگر صنعت این استان بوده و در دهه گذشته یکی از عوامل تولید اشتغال در نیوبرانزویک بوده‌است.

## مسکن
مسکن در این استان ارزان و قابل دسترس می‌باشد. قیمت متوسط خرید خانه در سنت جان کمتر از ۱۶۰٬۰۰۰$ می‌باشد. در ضمن میانگین درآمد خانوار با هزینه‌های مالکیت با توجه به نوع خانه بین ۳۲ – ۲۱ درصد بوده که نسبت به استانهای دیگر کمتر است.

## تحصیل
تمامی شهروندان و دارندگان اقامت دائم در کانادا می‌توانند تا ۲۰ سالگی از مهد کودک تا پایان دبیرستان از تحصیلات رایگان دولتی استفاده کنند. در این استان تحصیلات به دو زبان انگلیسی و فرانسوی ارائه می‌شود. این استان سرآمد استفاده از فناوری در آموزش بوده و تمامی کلاسهای مدارس آن مجهز به اینترنت می‌باشند. این استان بالاترین نرخ فارغ‌التحصیلی از دبیرستان را در کانادا دارد. (۸۶ درصد)
چهار دانشگاه دولتی با ۷ دانشکده، یک کالج با ۱۱ ساختمان، دو مؤسسه فنی، چندین کالج مذهبی خصوصی کوچک و مدارس خصوصی کارآموزی در این استان موجود است. هزینه‌های دانشگاه از لحاظ گرانی مقام سوم را در کانادا دارد (۵۰۰۰ $). وزارت آموزش این استان جهت تسهیل آموزش وام و بورسیه ارائه می‌دهد. هر یک از دانشگاه‌ها نیز بورسیه خاص خود را ارائه می‌دهند.
دانشگاه‌های این استان از سطح علمی بالایی برخوردار می‌باشند و دانشگاه‌ها نقش مهمی را در تغییر ساختار اقتصادی استان از منابع طبیعی به خدمات و فناوری حرفه‌ای ایفا می‌کنند. دانشگاه New Brunswick یکی از قدیمیترین دانشگاه‌های کانادا است و برنامه‌های آموزشی سطح بالایی در مهندسی و کامپیوتر ارائه می‌دهد. دانشگاه Mount Allison واقع در Sackville یکی از دانشگاه‌های ممتاز می‌باشد و هر ساله به تعداد زیادی از دانشجویان، Rhodes Scholars ارائه می‌دهد.

## بهداشت
طبق قوانین کانادا تمامی شهروندان کانادا می‌توانند از خدمات بهداشتی رایگان استفاده کنند. به عبارت دیگر اکثر هزینه‌های بهداشتی در کانادا به‌طور مستقیم از شهروندان اخذ نمی‌گردد. البته خدمات غیرضروری مانند عمل زیبایی یا مراقبت‌های خاص از دندان تحت پوشش این خدمات نمی‌باشد. لیست خدمات ضروری غیر رایگان در هر استان متفاوت است و طرح بهداشتی این استان تمام خدمات ضروری را بیمه می‌کند. در ضمن بیمه‌های خصوصی نیز در این استان موجود می‌باشد.

## تاریخچه
نیوبرانزویک یکی از اولین مناطقی است که اروپایی‌ها وارد آن شدند. کاشف فرانسوی ژاک کارتیه برای اولین بار در سال ۱۵۳۴ وارد این منطقه شد. تقریباً ۷۰ سال بعد از آن فرانسوی‌ها برای تأسیس مستعمره خود با نام L’Acadie وارد این منطقه شدند. این گروه به همراه دیگر استعمارگران فرانسوی به مناطقی مثل لوئیزیانا آمدند که اجداد فرانسوی‌های حاضر در این استان می‌باشند.
در پایان جنگ بین آمریکا و انگلیس (Revolutionary war) شماری از مستعمران آمریکایی که قصد داشتند وفاداری خود را به تاج و تخت بریتانیا ثابت کنند به نیوبرانزویک آمدند. به این گروه وفادارماندگان می‌گویند. اگر بیشتر این پناهندگان اصلیت انگلیسی داشتند ولی در میان آن‌ها آلمانی و هلندی نیز دیده می‌شد. آن‌ها ترجیح می‌دادند که در یک مستعمره انگلیسی زندگی کنند. فرزندان این گروه بخش مهمی از ساکنان این استان را امروزه تشکیل می‌دهند.
نیوبرانزویک یکی از چهار استان اولیه الحاقی به کنفدراسیون کانادا در سال ۱۸۶۷ بود. از آن موقع به بعد جدایی بین انگلیسی‌ها و فرانسوی‌ها کم رنگ تر شده و نتیجه پیدایش جامعه‌ای دو زبانی می‌باشد. اقتصاد این استان در حال تغییر شکل است. اگرچه منابع طبیعی بخش مهم اقتصاد این استان است، اما ساکنان آن روز به روز بیشتر و بیشتر در حال افزایش بخش خدماتی می‌باشند.

## مهاجرت
هر ساله صدها نفر وارد این استان می‌شوند. این استان جهت جذب مهاجر در برنامه انتخاب استانی PNP شرکت دارد تا به روند مهاجرت و صدور ویزا سرعت ببخشد. در این برنامه روش‌هایی برای دارندگان پیشنهاد کار در این استان و سرمایه‌گذاران وجود دارد.

## شهرهای اصلی
سنت جان

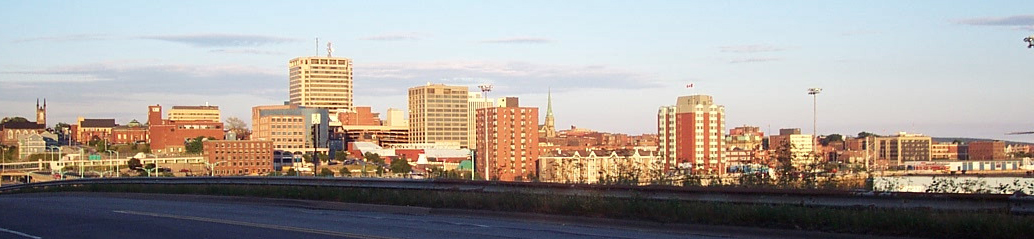
نمایی از شهر سنت جان

این شهر با جمعیت ۱۳۰۰۰۰ نفر بزرگ‌ترین شهر این استان است. دو زبان انگلیسی و فرانسوی به‌طور مساوی در این شهر صحبت می‌شوند. مردمان این شهر به هویت محلی خود افتخار می‌کنند.
صنعت در این شهر جایگاه ویژه‌ای دارد و مهم‌ترین صنایع ساحل اقیانوس اطلس در این شهر یافت می‌شود. در سالهای اخیر این شهر به خوبی توسعه یافته‌است که به خطوط راه‌آهن سابق جان تازه بخشیده‌است. حاصل آن قدرت گرفتن کارهای خدماتی در این شهر می‌باشد.
فردریکتون: جمعیت این شهر که مرکز استان است حدود ۸۵۰۰۰ نفر می‌باشد. کارهای دولتی و آموزشی بخش مهم اقتصاد این شهر را تشکیل می‌دهند. تعداد زیادی ادارات دولتی و دو دانشگاه نیوبرانزویک و St Thomas در این شهر قرار دارند. به دلیل وجود تعداد زیادی دانشجو این شهر جوی زنده دارد و جشنواره سالانه Harvest Jazz and Blues هنرمندان جهان را به سمت خود جذب می‌کند. فناوری اطلاعات دیگر بخش مهم این شهر است که نتیجه وجود درصد بالای افراد دارای تحصیلات عالی می‌باشد.
مونکتون: این شهر دومین شهر بزرگ استان با جمعیت بالغ بر ۱۲۰۰۰۰ نفر می‌باشد. به دلیل رشد جمعیت در مناطق شهری شرق تورنتو احتمال اینکه این شهر این مقام را حفظ کند کم می‌باشد. اکثریت این شهر انگلیسی صحبت می‌کنند ولی ۳۰ درصد آن‌ها فرانسوی زبان هستند. تنها شهرهایی که مانند مونکتون دو زبانه هستند، می‌توان به اتاوا و مونترآل اشاره کرد. دانشگاه Moncton، بزرگ‌ترین دانشگاه فرانسوی زبان خارج از کبک در این شهر واقع است.

## نگارخانه

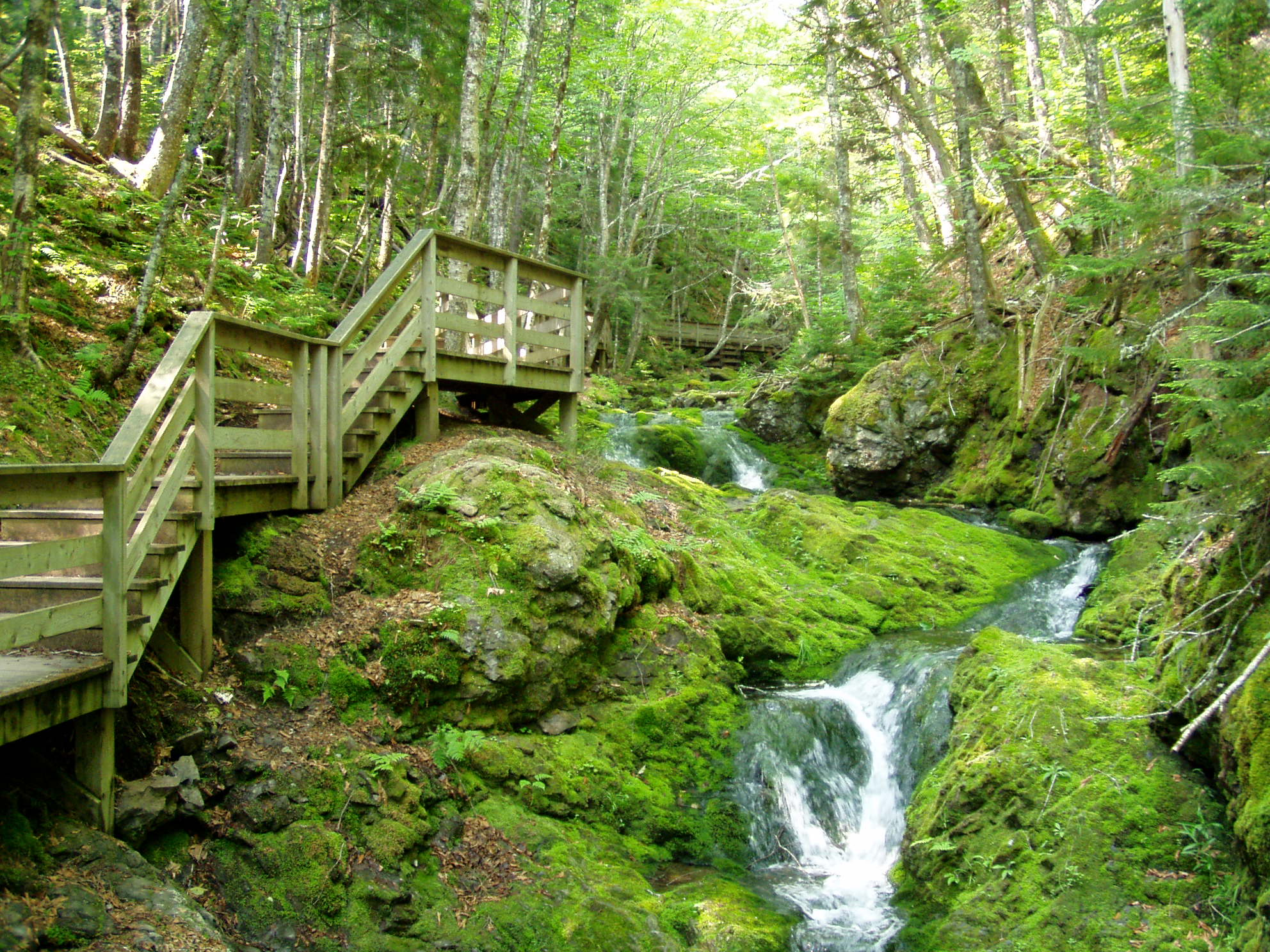
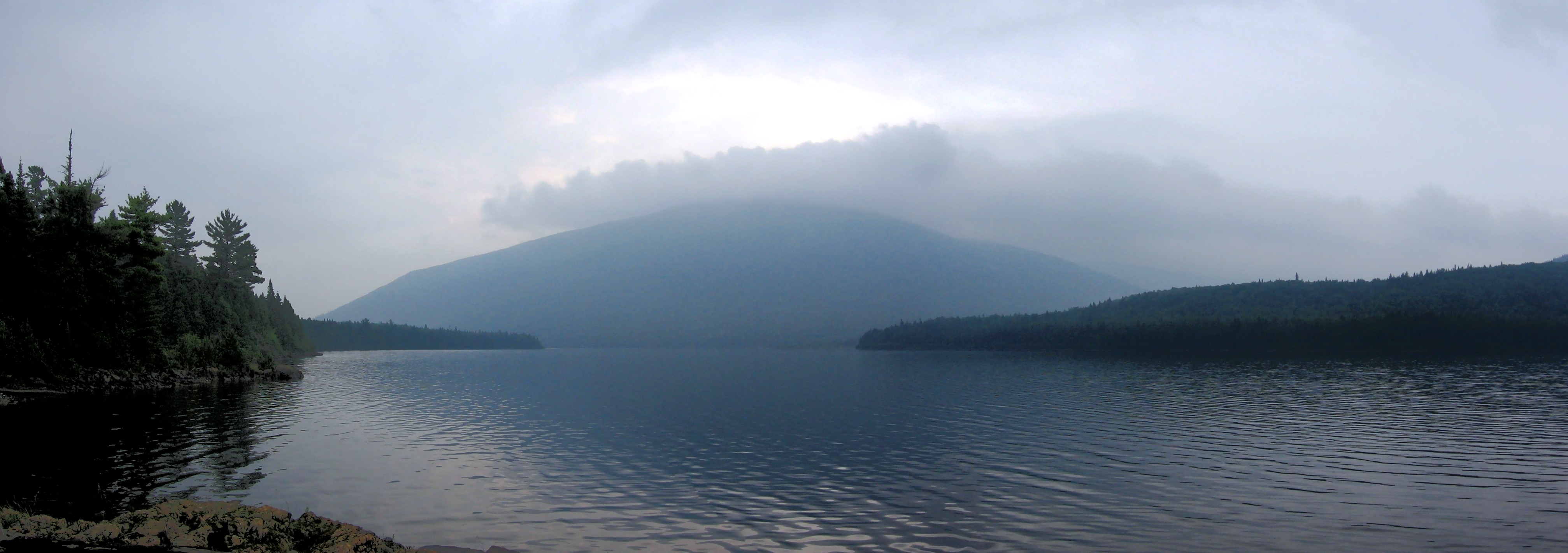
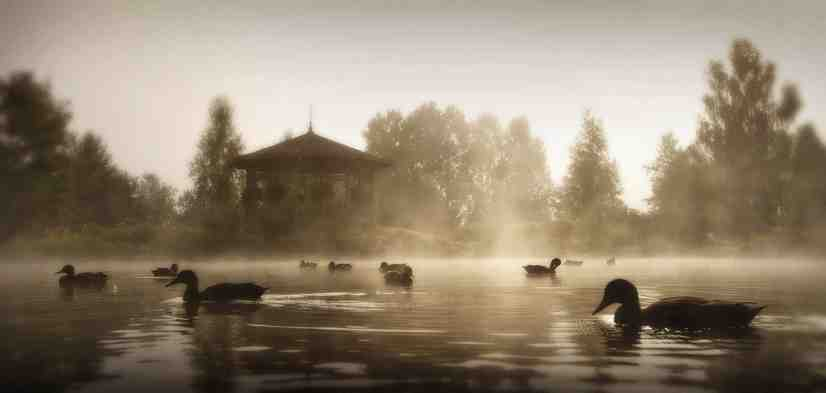
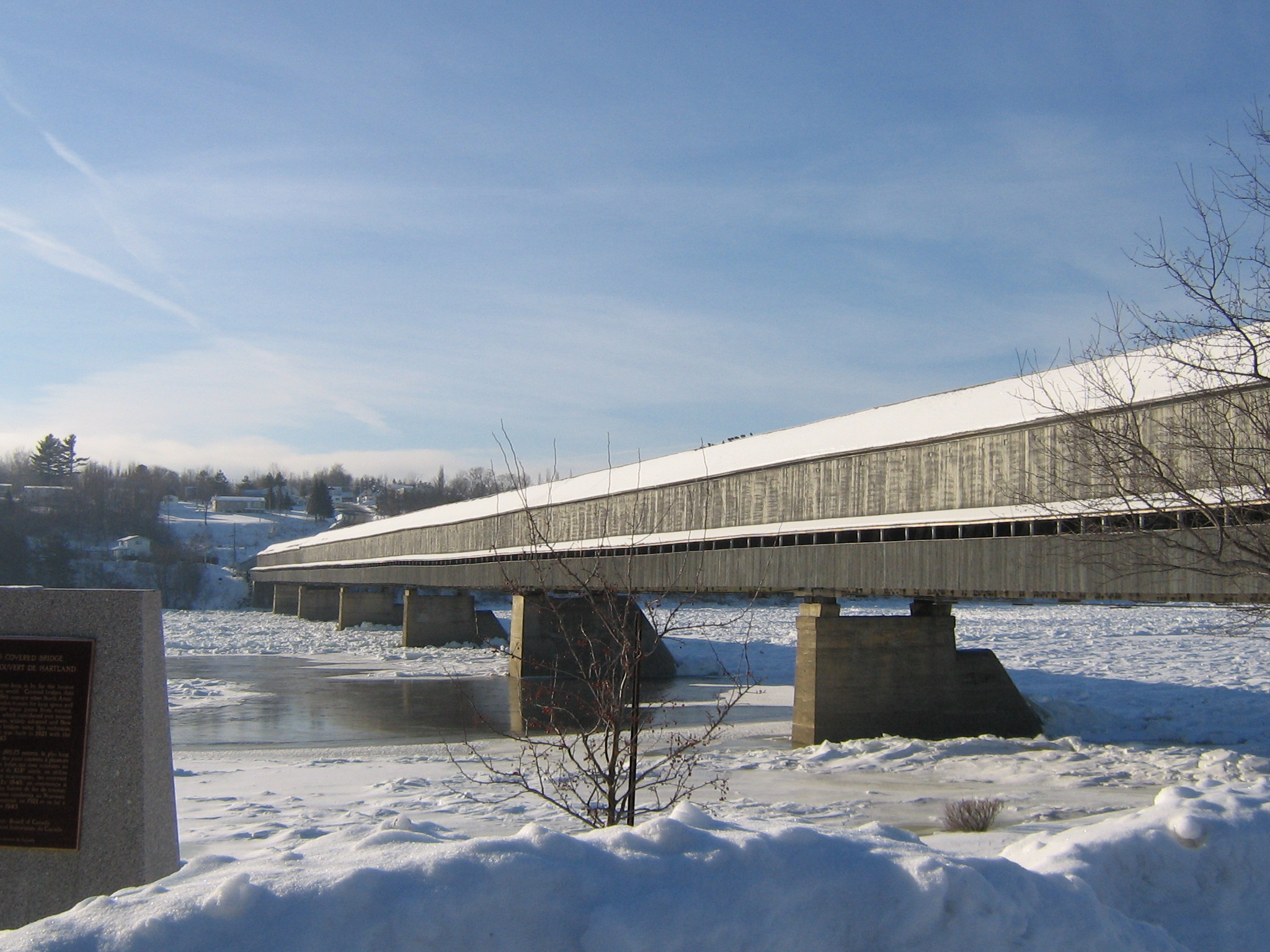
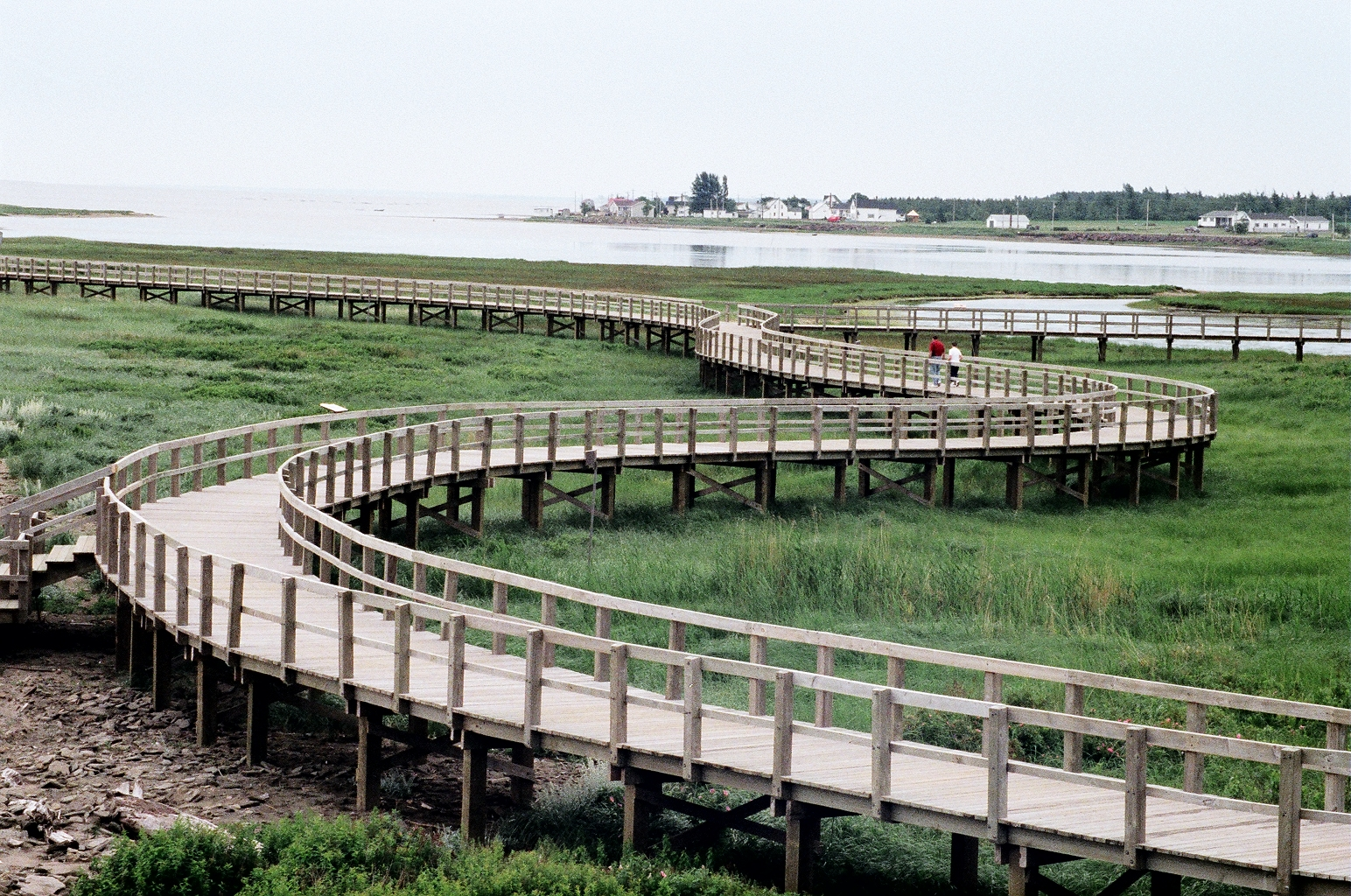
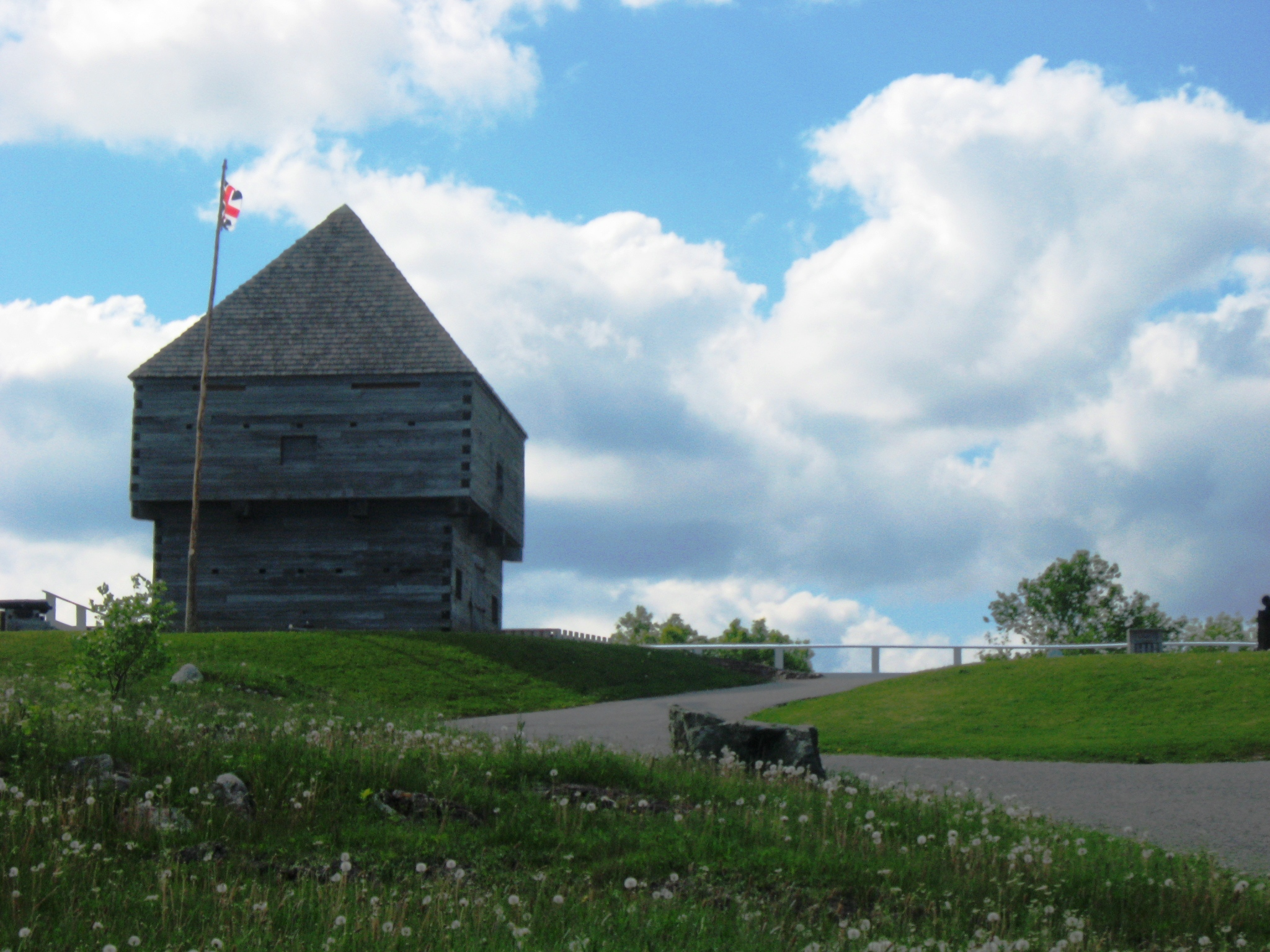
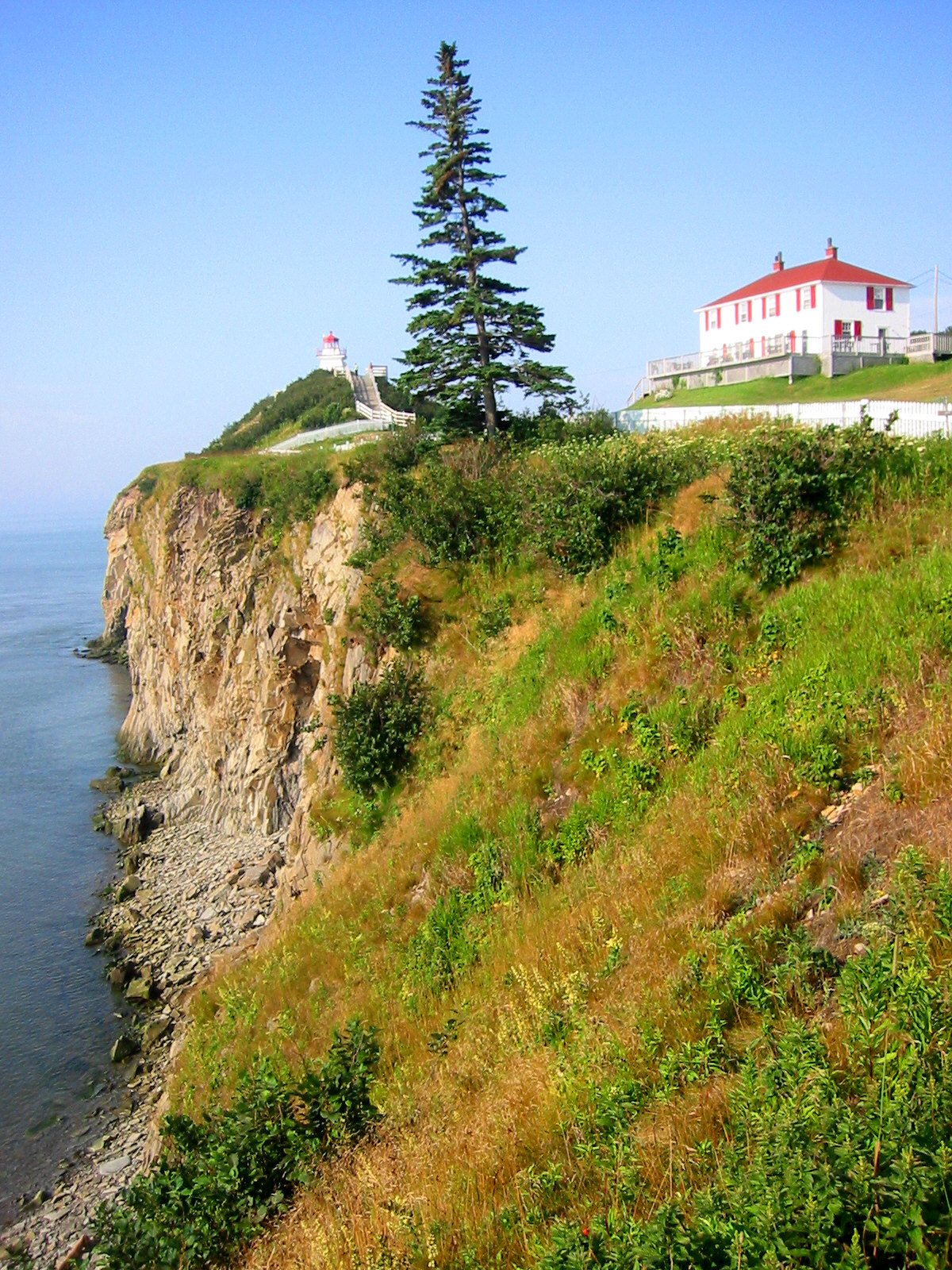
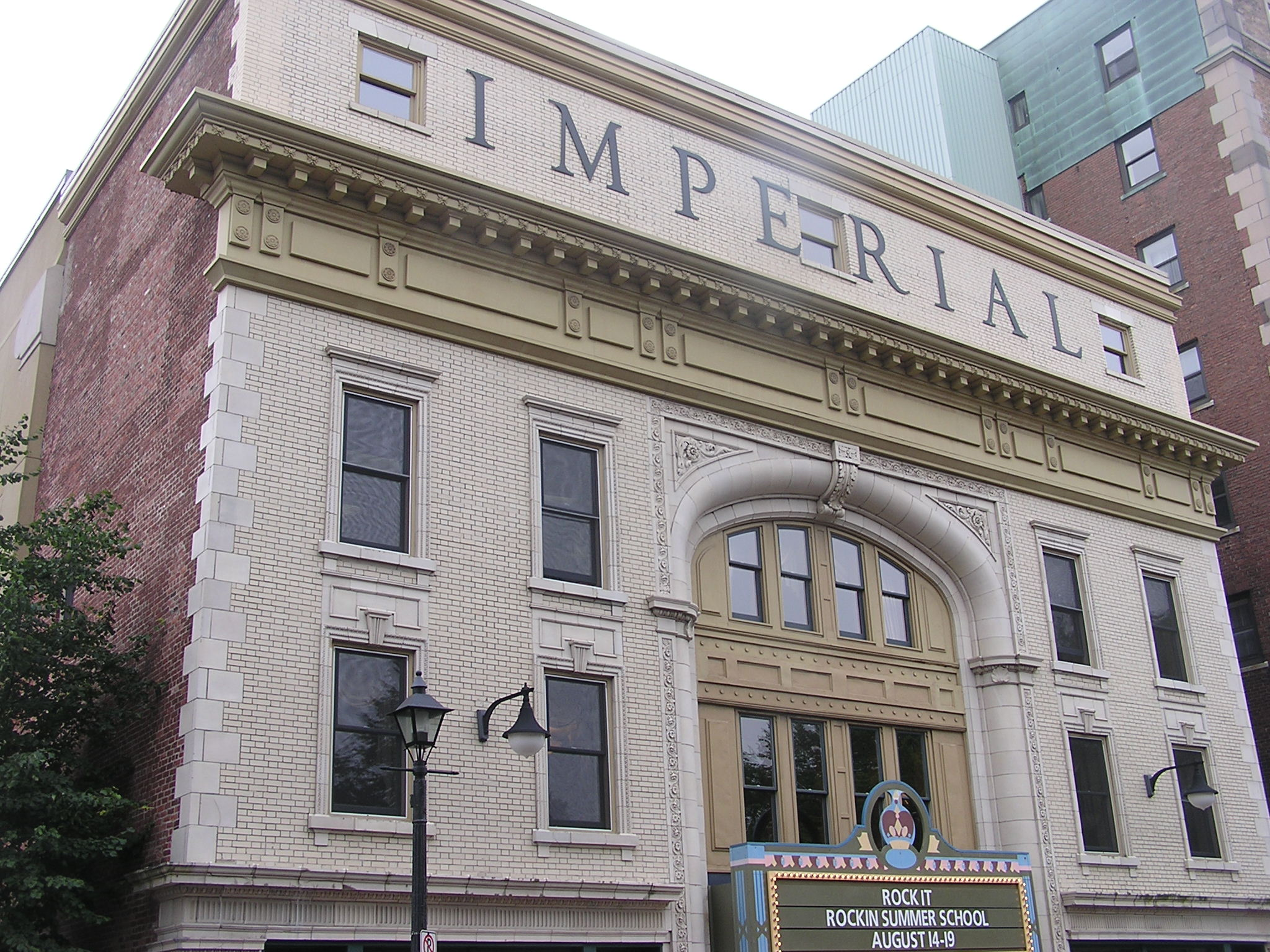
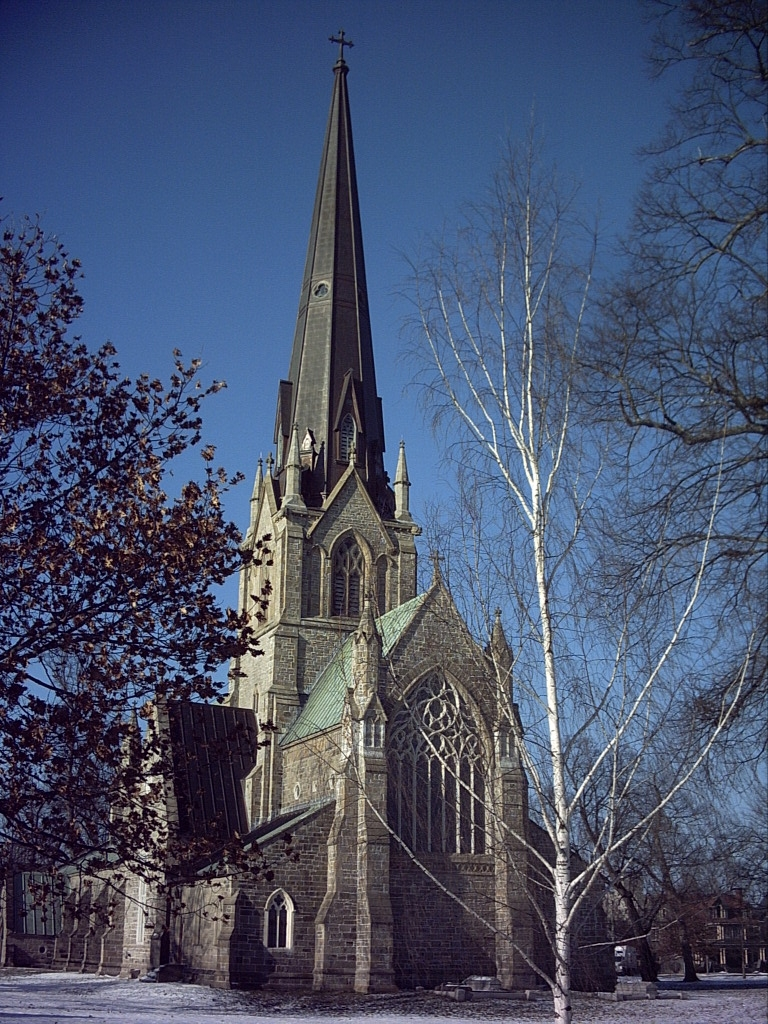
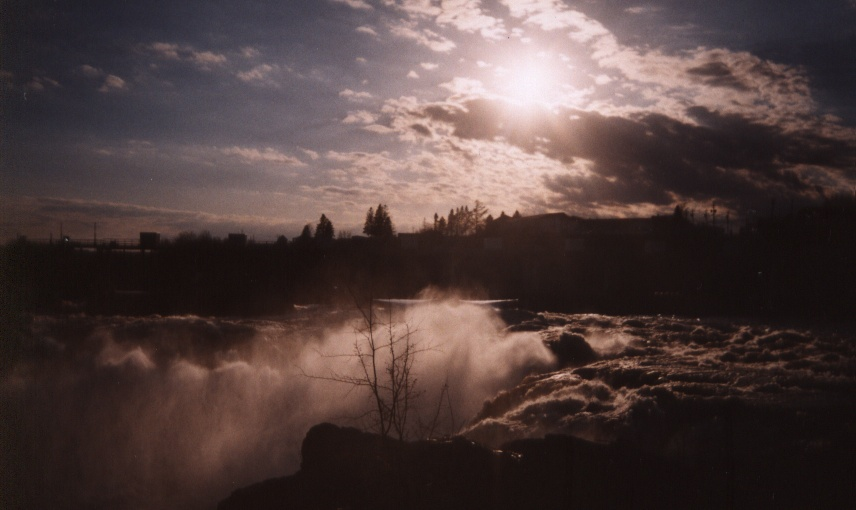
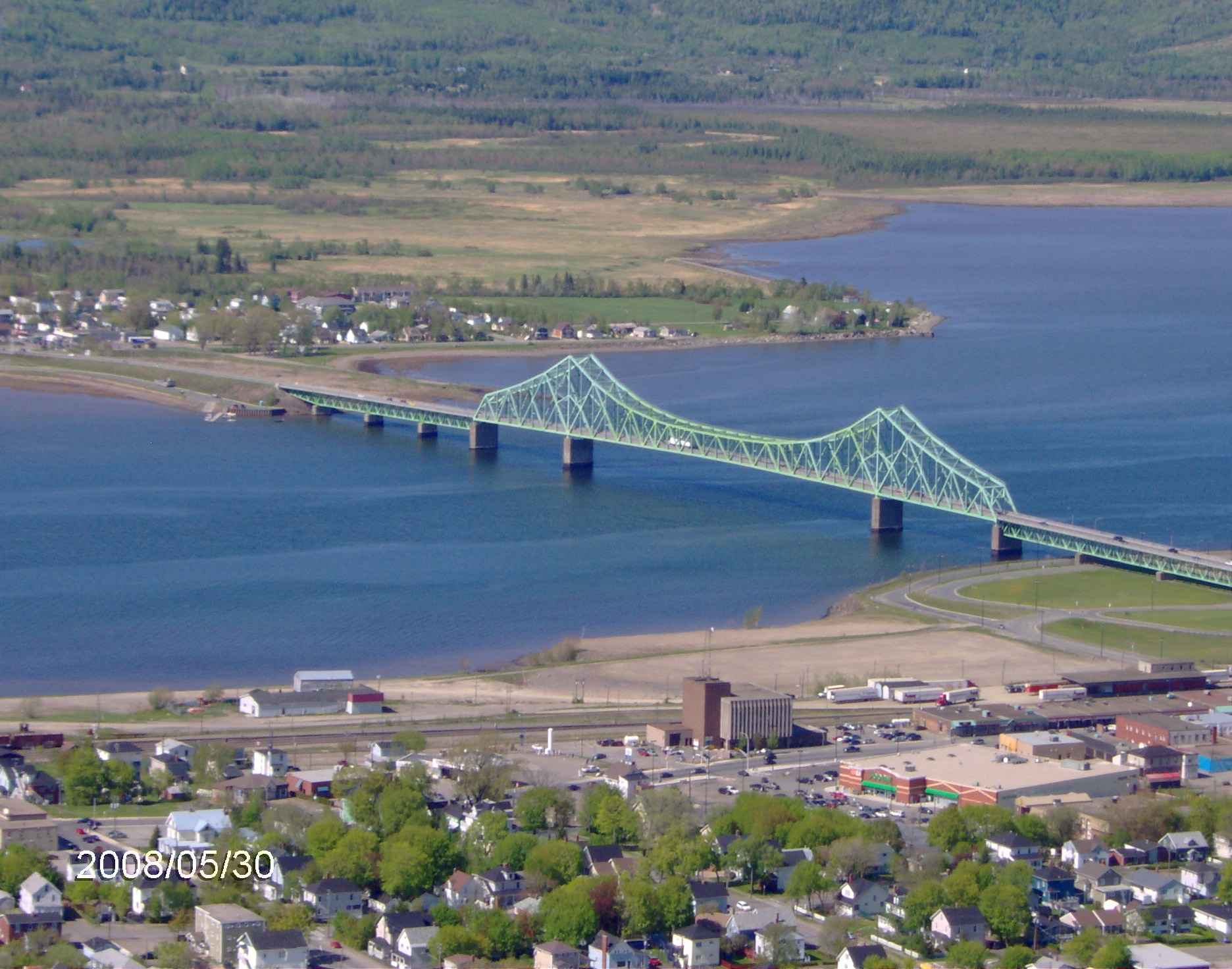
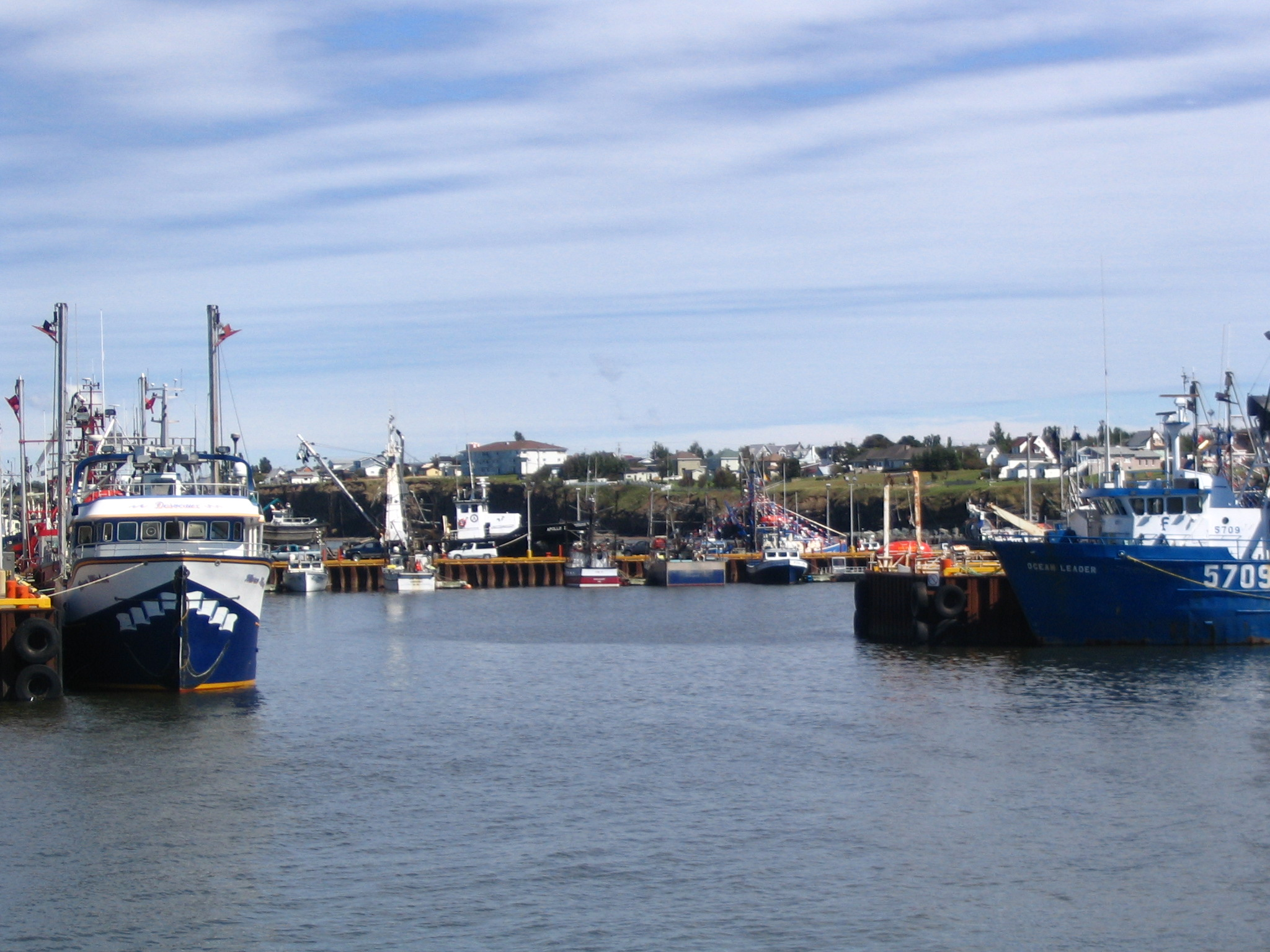